# Alecu Russo
Alecu Russo, född 17 mars 1819 nära Chișinău, död 5 februari 1859 i Iași, var en rumänsk författare, litteraturkritiker och publicist. Han är bland annat känd för den bibliska prosadikten Cântarea României från 1850. Russo har gett namn åt Statliga Alecu Russo-universitetet i Bălți.